# ГИРД-09

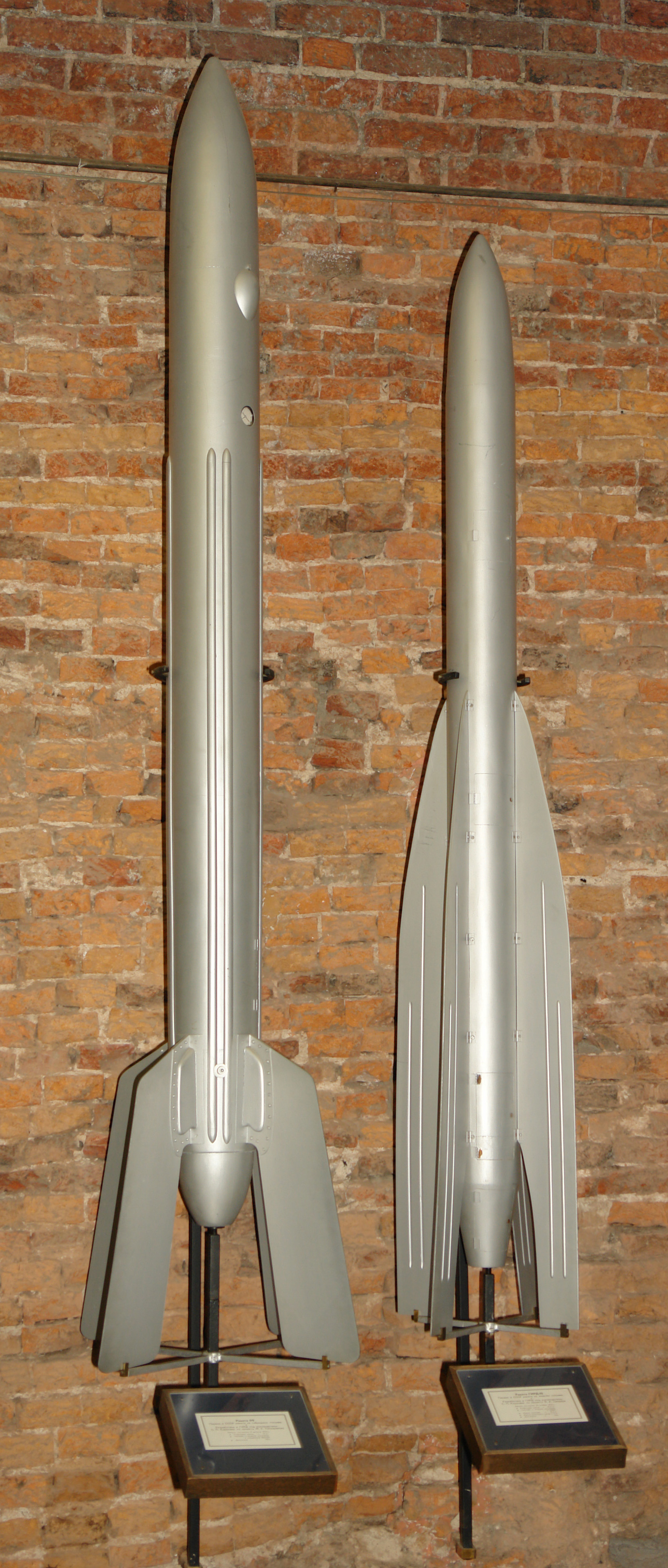
Ракета 09 (слева)

Ракета 09 — ракета на гибридном топливе (первая в СССР ракета на гибридном топливе). Разработана в ГИРД под руководством С. П. Королёва по проекту М. К. Тихонравова. Запуск состоялся 17 августа 1933 года.

## Технические характеристики
- Горючее — сгущённый бензин (желеобразный раствор канифоли в бензине)
- Окислитель — жидкий кислород
- Двигатель — Ракетный двигатель 09
- Стартовая масса — 19 кг

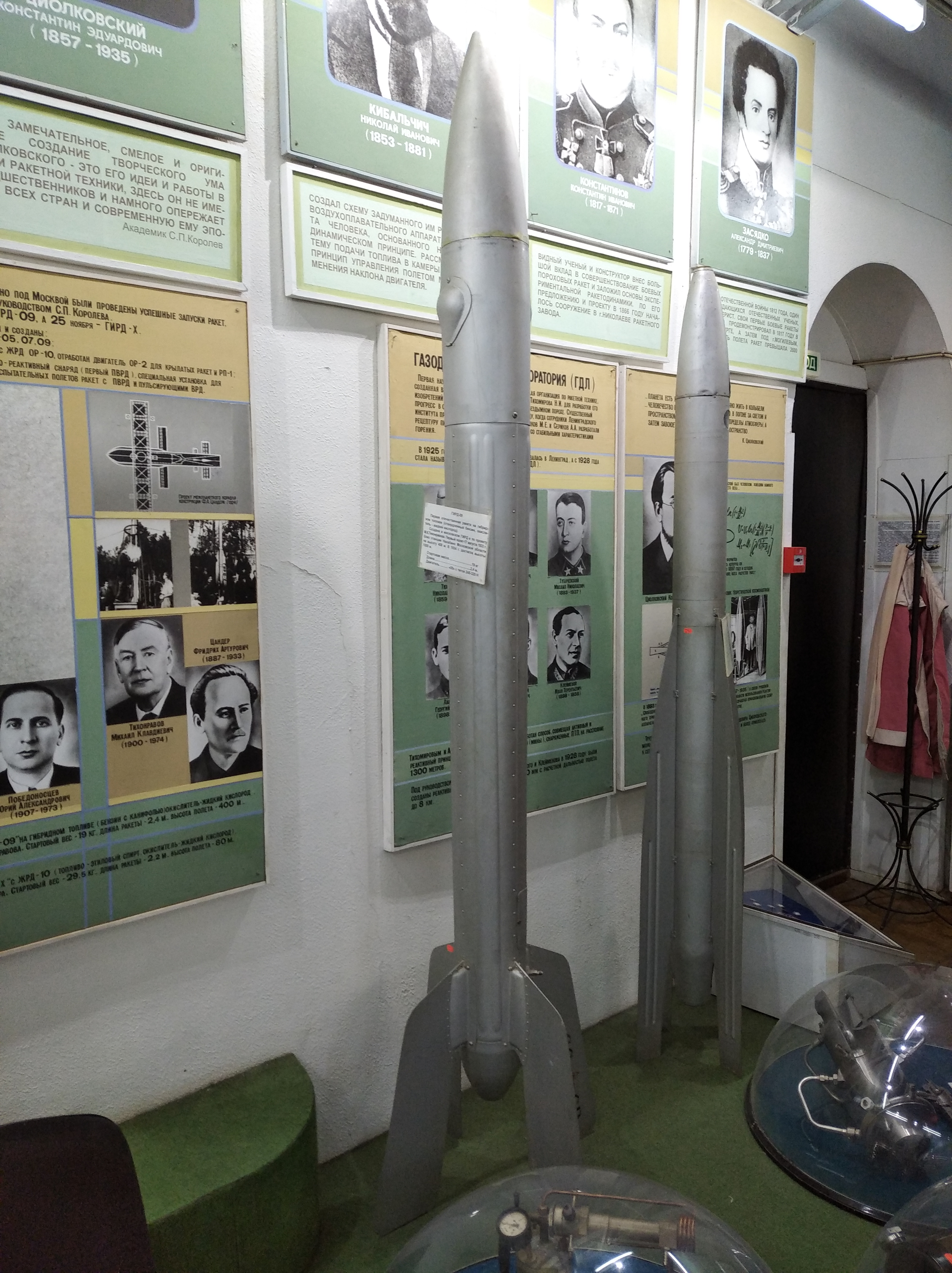
ГИРД-09 и ГИРД-X в музее
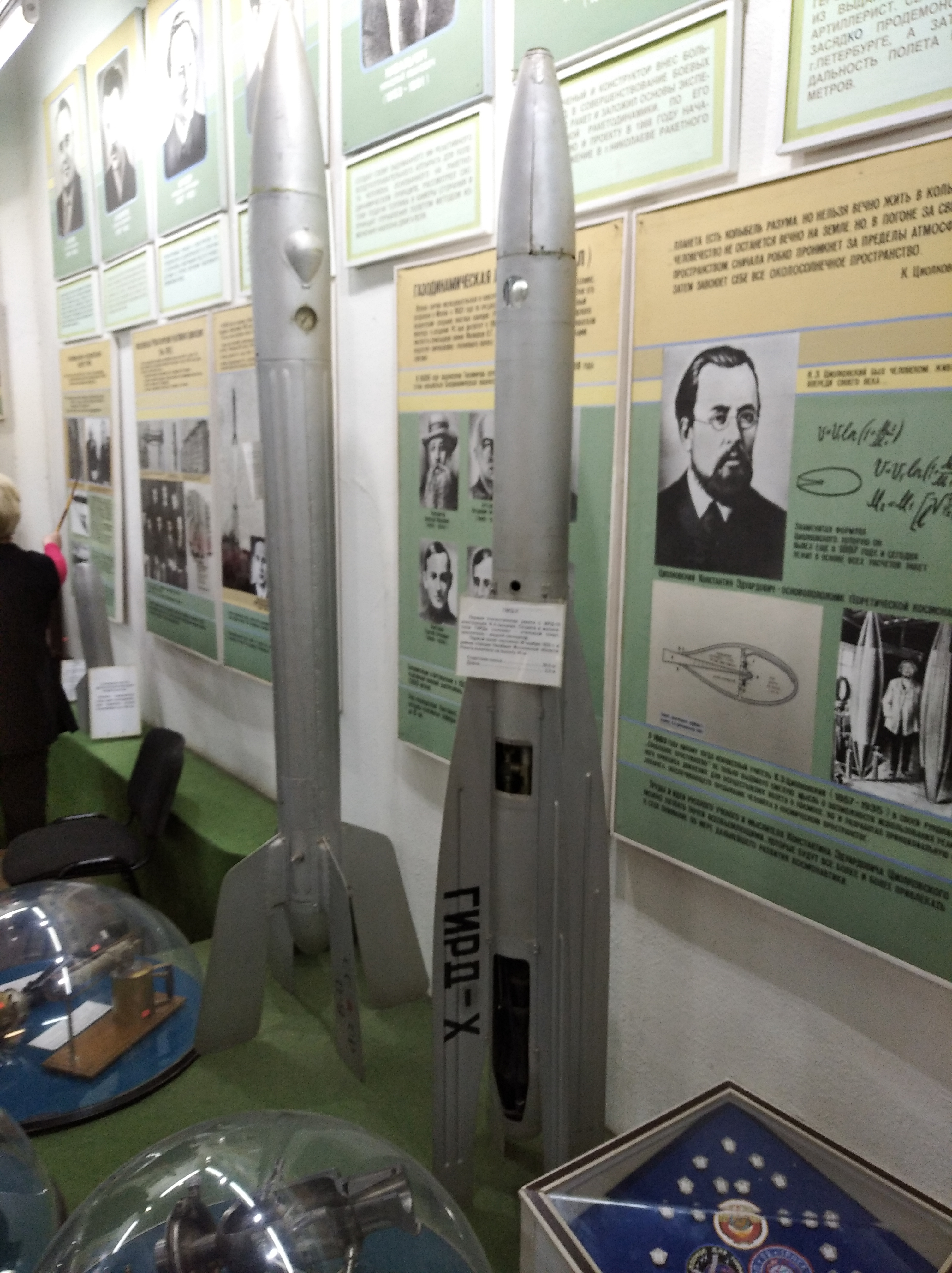
ГИРД-09 и ГИРД-X